# Fernando Lugo
Fernando Armindo Lugo Méndez (født 30. maj 1951 i San Pedro del Paraná, Paraguay) er en paraguayansk socialistisk og venstreorienteret politiker, der var Paraguays preæsident fra 2008 til 2012.
Han blev præsteviet i 1977 til den romersk-katolske missionsordnen Societas Verbi Divini, og fungerede derefter som missionær i Paraguay i fem år. I 1992 blev han general for ordenen. I 1994 blev han viet til biskop af ærkebiskop José Sebastián Laboa Gallego, og blev tildelt stiftet San Pedro. Som biskop kom han i nærkontakt med de fattige. 
I december 2006 forlod han præsteembedet, idet Paraguays forfatning ikke tillader politikere at være forkyndere i trossamfund. Samme år blev han også fritaget fra sit embede af Vatikanet. Lugo var leder af en alliance af partier fra den hidtidige opposition, Patriotisk Alliance For Forandring . Alliancen bestod bl.a. af landets venstrefløj, indianere og fattige bønder.
Lugo blev valgt til landets præsident i 2008. I 2012 blev han afsat fra posten gennem en rigsret, der af nabolande blev kaldt et statskup. Lugo blev erstattet af Federico Franco. 